# 硫酸アルミニウム
硫酸アルミニウム（りゅうさんアルミニウム、Aluminium sulfate）はアルミニウムの硫酸塩で、化学式 Al2(SO4)3·16H2O で表される無機化合物。
別名で硫酸ばんど（硫酸礬土）ともいう。礬土は酸化アルミニウムを意味する慣用語であり、常用漢字外などの文字を片仮名表記する学術用語の慣習にならい硫酸バンドとも表記されるが、これは英語のbandと誤解されることもある。

## 概要
比重1.96の無色の針状結晶。熱すると泡をだして結晶水を失い無水塩 Al2(SO4)3 （比重2.71）となる。水に可溶で、特に無水塩は潮解性が強い。工業的にはボーキサイト、粘土などを硫酸で処理してから不純物を除いて作る。鉄イオンを含まない高純度品は精製水酸化アルミニウムを硫酸に溶解させて製造する。
水溶液から結晶化する際−19–95 °Cで16水和物が得られるが、他にも27、18、10、6水和物も知られている。
天然には無水塩のミロセビッチ石、17水和物のアルノーゲンが発見されているが、共に火山の噴気孔や、自然発火した石炭ガスの噴気孔から生成する。

## 合成・製造
水酸化アルミニウムと硫酸の反応で十六水和物が得られる。
2Al(OH)
3 + 3H
2SO
4 + 10H
2O  →  Al
2(SO
4)
3 ･ 16H
2O
硫酸アルミニウム（14 %固形換算値）の2016（平成28）年度日本国内生産量は 573680 t、工業消費量は 92723 t。

## 用途
水の浄化剤（凝集剤）、食品添加物、皮なめし剤、媒染剤、レーキ顔料の製造、製紙用の定着剤（歩留向上剤）やピッチコントロール剤、医薬（収斂剤）などに広く用いられているほか、化学泡消火器、コンクリートの硬化促進剤や殺ナメクジ剤などにも使用される。
製紙用薬品として重要であるが、硫酸アルミニウムを使用した紙には硫酸根が残り、これによって紙の酸性度が高まるため酸性紙と呼ばれ、数十年で劣化しやすく、長期保存上の問題が生じることがあるほか、塗工紙をリサイクルして原料とした場合、表面に塗工されている炭酸カルシウムと反応して硫酸カルシウムが生じ、装置にスケールと呼ばれる石膏状の付着物を生じさせる問題もある。